# Škoda 903
Škoda 903 byl třínápravový vojenský štábní automobil vyvinutý roku 1936 společností ASAP Mladá Boleslav pro potřeby Československé armády. Byl to jediný předválečný vojenský speciál automobilky. Sériové výroby se dočkal až během druhé světové války, celkem vzniklo 45 kusů. 

## Historie
Cesta šestikolové Škody 903 začala už ve 30. letech, kdy mladoboleslavští konstruktéři pracovali na státem poptávaném štábním automobilu s poptanými jízdními vlastnostmi. Prototyp byl postaven v roce 1936 na základě a s použitím dílů z automobilu Škoda 650. Automobil zkonstruoval ing. Josef Zubatý, který zde použil svoje patenty č. 62028 „Pohon hnacích náprav tříosého resp. víceosého motorového vozidla“ (podán 1935, schválen 1938) a č. 69823 „Pohon hnacích náprav tříosého, resp. víceosého motorového vozidla“ podaný v roce 1938 a schválený v roce 1941. Jednalo se o šestimístný automobil se dvěma poháněnými zadními nápravami (6x4). Byl to první vojenský vůz značky Škoda s páteřovým rámem. Pro zkoušky v terénu byl vybaven pouze provizorní karoserií. Přední část byla z dílů automobilu Škoda 650, zadní část měla pouze provizorní dřevěnou korbu. V tomto konkurzu dalo velení československé armády přednost konkurenčním vozům Praga a Tatra. Byly vyrobeny celkem tři vozy, které převzal Hlavní štáb branné moci.

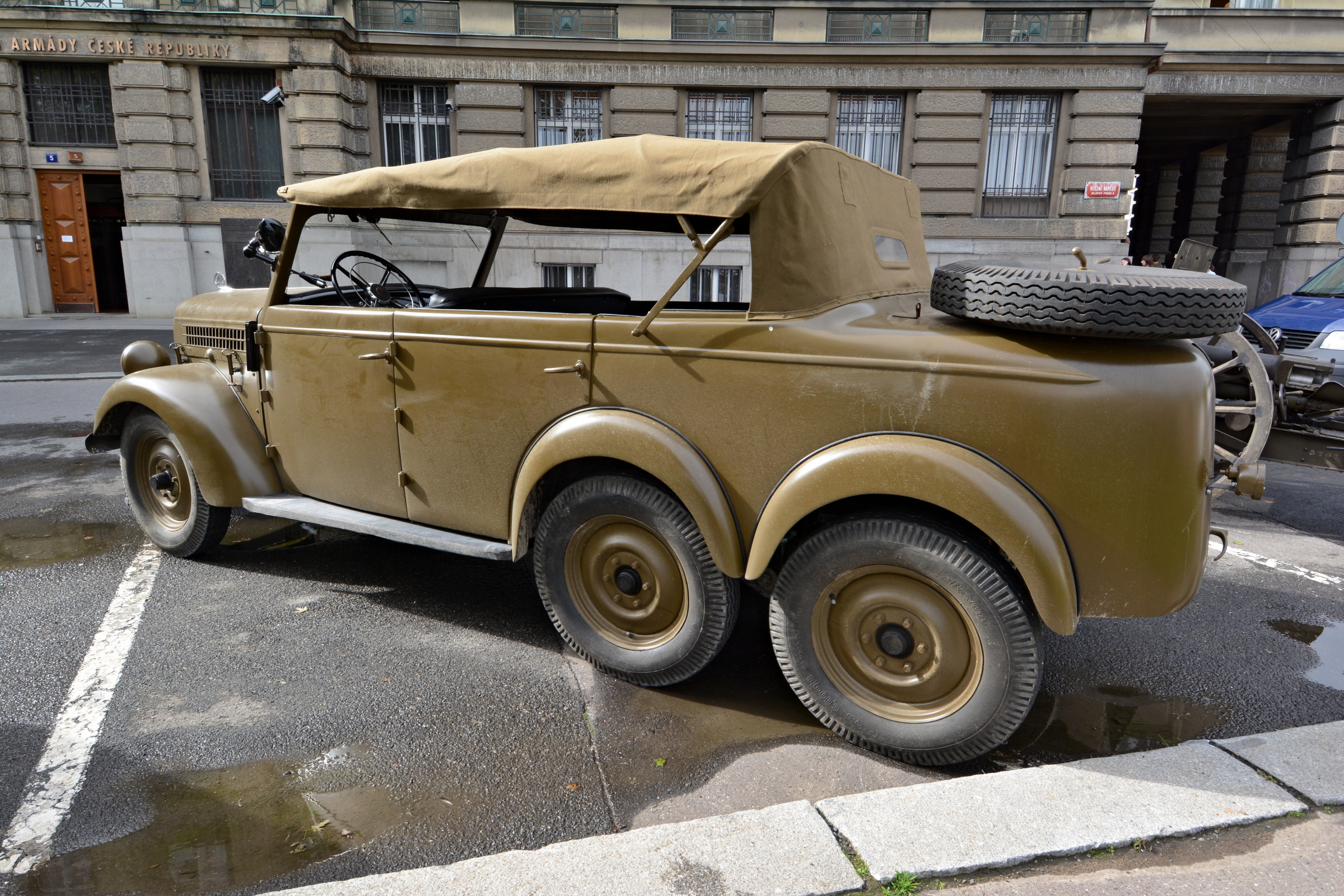
Pohled zezadu

Na konci roku 1939 se k tomuto vozu výrobce vrátil. Použil šestiválcový motor z automobilu Superb. V letech 1940–1942 pak bylo vyrobeno celkem 42 vozů. Ještě v květnu 1943 byly v karosárně Sodomka ve Vysokém Mýtě zhotoveny tři velitelské vozy pro chorvatské vzdušné síly na podvozku Škoda 903. Škoda 903 je vrcholnou ukázkou československé konstrukční školy třínápravových velitelských vozidel.

## Popis vozu
První dva prototypy byly vybaveny šestiválcem s rozvodem SV, výkonu 44 kW a zdvihovým objemem 2704 cm³ (vrtání 75 mm, zdvih 102 mm), který pocházel z vozu Škoda 902. Prototyp vyrobený roku 1938 obdržel větší motor zdvihového objemu 2920 cm³ (vrtání 75 mm, zdvih 110 mm). Sériové vozy dostaly modernější šestiválec s rozvodem OHV a zdvihovým objemem 3137 cm³ (vrtání 80 mm, zdvih 104 mm.

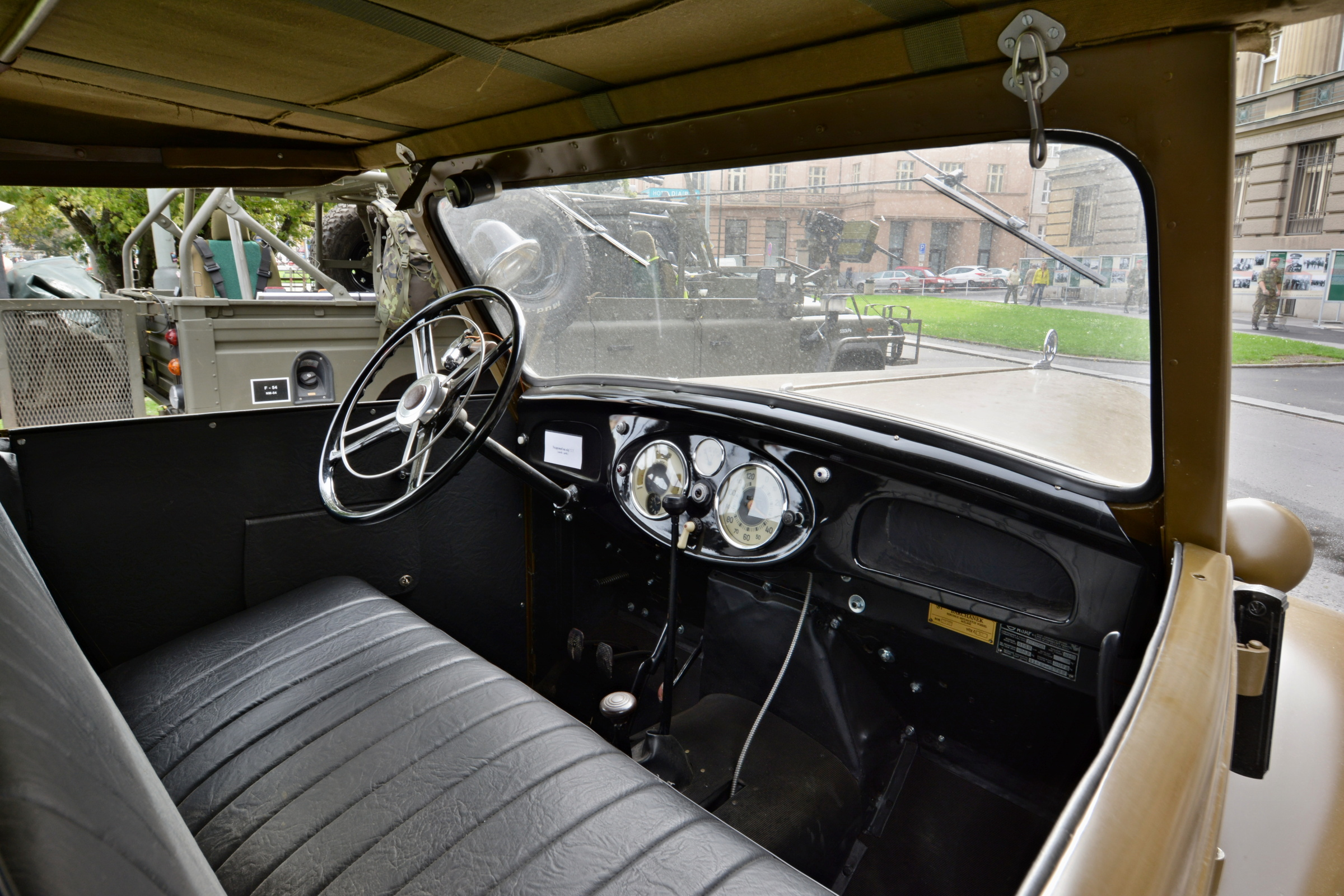
Interiér vozu

K řazení rychlostních stupňů byla použita čtyřrychlostní manuální převodovka, která přenášela točivý moment na obě hnané zadní nápravy (6×4), a to až do maximální rychlosti ca 90 km/h. Přední náprava byla dělená, lichoběžníková, s dvojicí příčných ramen. Odpružení zajišťovala listová péra, přičemž brzdy byly bubnové, hydraulicky ovládané. Kabina otevřeného štábního modelu byla velice prostá. K ovládání vozu sloužily jen tři pedály, jednoduchý volant, dvě řadicí páky a rychloměr. Čalounění sedadel i výplní dveří bylo provedeno v kvalitní kůži. Součástí automobilu byla skládací plátěná střecha s podpůrnou konstrukcí.

### Tabulka technických dat[7][8]
|                       | Škoda 903 (1936)              | Škoda 903 (1939)              |
| --------------------- | ----------------------------- | ----------------------------- |
| Roky výroby           | 1936–1938                     | 1939–1942                     |
| Vyrobeno vozů         | 3                             | 42                            |
| Pohotovostní hmotnost | 2200 kg                       | 2200 kg                       |
| Užitečná hmotnost     | 700 kg                        | 700 kg                        |
| Délka                 | 5000 mm                       | 5150 mm                       |
| Šířka                 | 1800 mm                       | 1800 mm                       |
| Výška (se střechou)   | 1900 mm                       | 1900 mm                       |
| Rozvor                | 2500+920 mm                   | 2500+920 mm                   |
| Rozchod kol           | 1400 mm                       | 1400 mm                       |
| Pneumatiky            | 5,50×18                       | 5,50×18                       |
| Zdvihový objem motoru | 2704 cm³                      | 3137 cm³                      |
| Výkon motoru          | 44 kW (60 k) při 3200 ot./min | 55 kW (75 k) při 3300 ot./min |
| Spotřeba paliva       | 20–22 l /100 km               | 30 l /100 km                  |
| Nejvyšší rychlost     | 80 km/h                       | 90 km/h                       |

## Použití

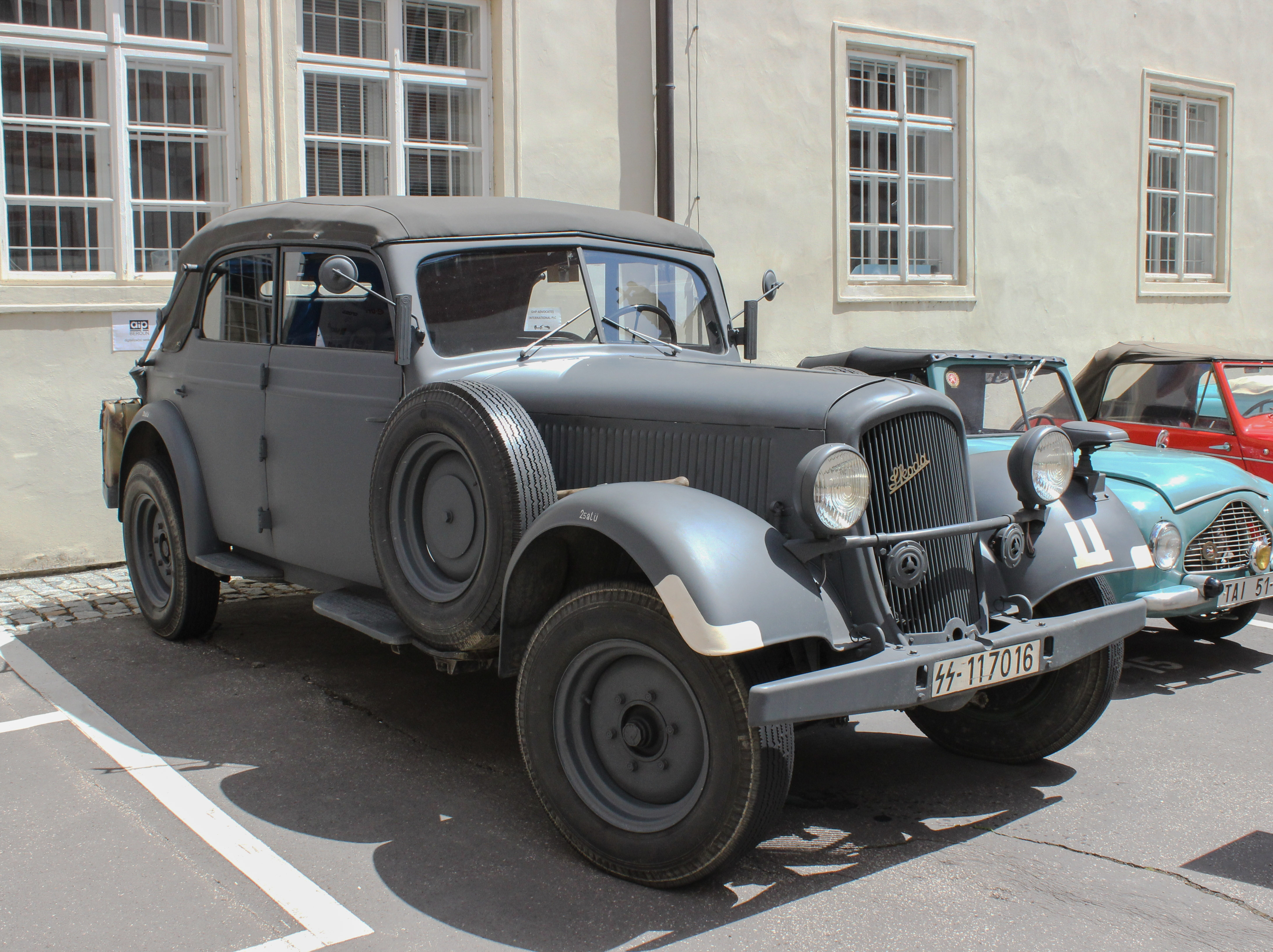
Škoda Superb 3000 Typ 952, Kfz. 21

První 3 prototypy jako velitelský vůz pro generální štáb testovala Československá armáda. Vozy vyrobené v letech 1939–1942 byly vyrobeny pro Wehrmacht. Volným nástupcem těchto terénních automobilů byly vozy Kraftfahrzeug 15 pro vojáky SS. Byl to typ odvozený od modelu Škoda Superb 3000 (Typ 952) a vyráběl se ve třech karosářských verzích – „kübelwagen“ (Kfz 15), velitelský kabriolet Kommandeurwagen (Kfz 21, vyrobeno 100 ks) a sanitní vůz (vyrobeno bylo 30 ks).

## Dochované vozy
Dochovaly se tři vozy, jeden ve sbírkách Vojenského historického ústavu, druhý byl přestavěn na hasičský vůz (je v majetku Svazu dobrovolných hasičů Střílky) a třetí je v Muzeu na demarkační linii  v Rokycanech. U auta přestavěného po válce pro potřeby hasičů, což kromě změny barvy z černé na červenou znamenalo především namontování čerpadla s výkonem až 1600 litrů vody za minutu (na svou dobu jedno z nejvýkonnějších čerpadel) a prodloužení karoserie o ukládací prostor pro hasičské vybavení. Osm míst pro sezení zůstalo zachováno, ale zůstala jen dvojice předních dveří místo původních dvou párů. Hasička byla slavnostně uvedena do provozu 5. června 1949. Hasičům sloužila až do roku 1963, kdy byla vyřazena z provozu a rekonstrukce se dočkala až po roce 2007.
K verzi šestikolového vozidla pro vrchní velení armády se vrací virtuální návrh vozidla Škoda Vojaq 6 × 6 z roku 2024.